# Pawłówek (województwo lubelskie)
Pawłówek – wieś w Polsce położona w województwie lubelskim, w powiecie lubelskim, w gminie Strzyżewice.
W latach 1975–1998 miejscowość położona była w województwie lubelskim.
Wieś stanowi sołectwo gminy Strzyżewice. Według Narodowego Spisu Powszechnego z roku 2011 wieś liczyła 63 mieszkańców.
Wierni Kościoła rzymskokatolickiego należą do parafii Najświętszej Maryi Panny Królowej Polski w Bystrzycy Starej.

## Części wsi
| SIMC    | Nazwa            | Rodzaj    |
| ------- | ---------------- | --------- |
| 0391940 | Kolonia Pawłówek | część wsi |
| 0391957 | Stary Pawłówek   | część wsi |